# Toremyia josephi
Toremyia josephi är en tvåvingeart som först beskrevs av Parui 1999.  Toremyia josephi ingår i släktet Toremyia och familjen rovflugor. Inga underarter finns listade i Catalogue of Life.